# Жаклін Франк
Жаклін Франк (англ. Jacqueline Frank DeLuca, 1 травня 1980) — американська ватерполістка.
Призерка Олімпійських Ігор 2004 року.
Чемпіонка світу з водних видів спорту 2003 року.